# Зіньківщина. Історичні нариси
Зіньківщина. Історичні нариси — історико-краєзнавча збірка, присвячена минулому, персоналіям, а також деяким статистичним матеріалам Зіньківського району Полтавської області. Вийшла в 2007 році у полтавському видавництві «ІнтерГрафіка». Книга вийшла у світ за організаційної підтримки Зіньківської районної ради.

## Характеристика книги
Книга є знаковим для регіону виданням — вперше було зібрано найповніші на той час дані про історію Зіньківського краю. Завдяки зусиллям районної робочої групи по написанню історії Зіньківщини (керівник — заступник голови Зіньківської районної ради Сергій Максименко, відповідальний секретар — краєзнавець Микола Гриценко), були видані унікальні матеріали з історії Зіньківської міської, Опішнянської селищної та всіх сільських рад району, а також нариси з історії деяких існуючих та зниклих населених пунктів району. Працівниками Зіньківської центральної районної бібліотеки імені В. Г. Короленка було зібрано відомості про більш ніж 100 персоналій — видатних особистостей, що так чи інакше були пов'язані із Зіньківщиною. Опубліковані архівні першодруки, матеріали Зіньківського районного музею, автентичні світлини. Колектив авторів, який складався з більш ніж 50 чоловік, — місцеві краєзнавці, учителі історії, бібліотекарі, працівники місцевого самоврядування та ін.

## Зміст
- Вступне слово
- Природа і населення Зіньківського району
- Зіньківщина: минуле і сучасність
- Місто Зіньків
- Опішнянська селищна рада

1. Селище Опішня
2. Яблучне

- Артелярщинська сільська рада

1. Артелярщина
2. Нагірний

- Батьківська сільська рада
- Бірківська сільська рада
- Великопавлівська сільська рада
- Високівська сільська рада
- Власівська сільська рада

1. Власівка
2. Соколівщина, Горобії, Переліски

- Дейкалівська сільська рада

1. Дейкалівка
2. Іщенківка

- Загрунівська сільська рада
- Кирило-Ганнівська сільська рада
- Лютенськобудищанська сільська рада
- Малобудищанська сільська рада

1. Малі Будища
2. Безруки
3. Глинське
4. Хижняківка

- Новоселівська сільська рада
- Першотравнева сільська рада

1. Першотравневе
2. Шенгаріївка

- Пишненківська сільська рада

1. Пишненки
2. Саранчівка

- Покровська сільська рада

1. Покровське
2. Морози

- Попівська сільська рада

1. Попівка
2. Заїченці

- Проценківська сільська рада

1. Проценки
2. Довжик
3. Ступки

- Ставківська сільська рада
- Тарасівська сільська рада

1. Тарасівка
2. Бобрівник
3. Дуденки
4. Комсомольське

- Удовиченківська сільська рада
- Човно-Федорівська сільська рада

1. Човно-Федорівка
2. Волошкове

- Шилівська сільська рада
- Видатні люди Зіньківщини